# Клемёново
Клемёново — деревня в муниципальном округе Егорьевск Московской области России.

## География
Деревня Клемёново расположена в северо-западной части муниципального округа Егорьевск, примерно в 5 километрах к востоку от города Егорьевска. По северной окраине деревни протекает река Рудинка, по южной — Любловка. Высота над уровнем моря 134 метра.

## Название
В письменных источниках деревня упоминается как Щекино (1577 год), Щекино, Клеменово тож (1705). С 1763 года за деревней закрепилось название Клеменово.
Название Щекино связано с некалендарным личным имененм Щек. Современное наименование связано с календарным личным именем Климентий.

## История

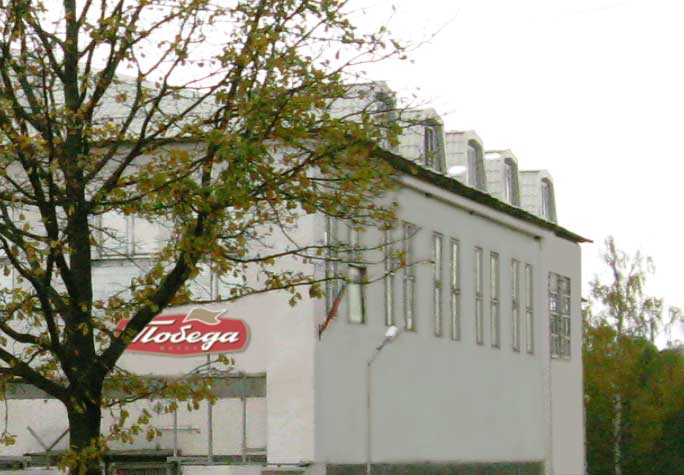
Кондитерская фабрика «Победа» в селе Клемёново

До отмены крепостного права в России жители деревни относились к разряду государственных крестьян.
После 1861 года деревня вошла в состав Поминовской волости Егорьевского уезда. Приход находился в селе Ново-Егорьевское.
В 1926 году деревня входила в Клеменовский сельсовет Поминовской волости Егорьевского уезда.
До 1994 года Клемёново входило в состав Клеменовского сельсовета Егорьевского района, а в 1994—2006 годы — Клеменовского сельского округа.
До 2015 года входила в состав городского поселения Егорьевск.
В 2015 году вошла в состав городского округа Егорьевск, образованного в том же году путём упразднения Егорьевского района и объединения всех его поселений в единый городской округ.

## Демография
В 1885 году в деревне проживало 306 человек, в 1905 году — 413 человек (214 мужчин, 199 женщин), в 1926 году — 674 человека (324 мужчины, 350 женщин). По переписи 2002 года — 408 человек (198 мужчин, 210 женщин). Население — 393 человек (2010).
| 1859 | 1868 | 1885 | 1905 | 1926 | 2002 | 2006 |
| ---- | ---- | ---- | ---- | ---- | ---- | ---- |
| 205  | ↘199 | ↗306 | ↗413 | ↗674 | ↘408 | ↗453 |
| 2010 |      |      |      |      |      |      |
| ↘393 |      |      |      |      |      |      |